# W Andromedae
W Andromedae (W And) – gwiazda zmienna w gwiazdozbiorze Andromedy. 

## Właściwości fizyczne
Jest to miryda typu ο Ceti, która zmienia jasność w zakresie 6,7–14,6m w okresie 395,9 dnia.

Gwiazda należy do typu widmowego M7.